# یواس‌اس کینو (۱۸۶۱)
یواس‌اس کینو (۱۸۶۱) (به انگلیسی: USS Kineo (1861)) یک کشتی است که طول آن ۱۵۸ فوت (۴۸ متر) می‌باشد. این کشتی در سال ۱۸۶۱ ساخته شد.